# Napoléon en apparte
Pour plus de détails, voir Fiche technique et Distribution.
Napoléon en apparte est une comédie dramatique québécoise réalisée par Jeff Denis, sortie le 24 février 2018.

## Synopsis
Quel que peu original, Napoléon, un comptable trentenaire, vit seul dans son appartement de Limoilou. Il est pris en charge dans les tâches ménagères par son père (et une mère lointaine) mais entouré de quelques amis, dont Bartho qui joue le rôle de coach de vie. Maniaque, il a une passion pour les échecs et l'art un peu kitsch sachant toutefois s'ouvrir de temps en temps aux autres. Au cours d'une fête qu'il donne chez lui, il fait la rencontre de Joséphine, une horticultrice passionnée de graines. Maladroitement, il tente de se rapprocher de cette jeune femme qui ne semble pas insensible à lui.

## Fiche technique
D'après Films Québec
- Titre : Napoléon en apparte
- Réalisation : Jeff Denis (assisté de Martin Poulin)
- Scénario : Jeff Denis et Philippe Savard
- Musique : Whisky Legs
- Photographie : Simon Perrier
- Son :  David Châteauvert
- Montage : Jocelyn Langlois
- Costumes : Mélanie Poulin
- Décors : Philippe Savard et Ézéchïelle Blais
- Producteurs : Nicolas Léger et Carine Mineur-Bourget
- Production : Centième Singe
- Distribution : K-Films Amérique
- Pays : Canada (Québec)
- Genre : Comédie dramatique
- Durée : 79 minutes
- Langue : français québécois
- Dates de sortie :
  - Québec : 24 février 2018 (Rendez-vous Québec Cinéma)
  - Canada : 8 juin 2018 (généralisée)

## Distribution
- Jean-Michel Girouard : Napoléon
- Joëlle Bond : Joséphine
- Maxime Robin : Bartho
- Denis Marchand : Charles, le père
- Jack Robitaille : Louis-Nicolas
- Thomas Léger : José
- Paul Fructeau de Laclos : Alexandre
- Mary-Lee Picknell : Louise / Mémoire 2
- Claudiane Ruelland : Marie / Mémoire 1
- Lise Castonguay : Maria, la mère
- Philippe Savard : Le cuisinier
- Jocelyn Langlois : Le policier
- Catherine Allard : La policière
- Maude Brochu : Marie Lion

## Production
Premier long métrage du réalisateur, le film est tourné au printemps 2017 dans la ville de Québec – au Vieux-Limoilou –, principalement en interieur avec des acteurs et une équipe technique originaires de la ville ou de la proche région selon la volonté de Jeff Denis,. Le budget total du film est de seulement 200 000 CA$.

## Accueil de la critique
À sa sortie au Québec, le film est très froidement reçu par la presse qui considère cette romance burlesque comme convenue avec « un récit sans intérêt, enchaînant les saynètes incohérentes, les dialogues insipides truffés de blagues douteuses et d'interminables temps morts ». Pour Le Devoir le film est une « suite décousue de scènes bavardes, [...] qui souffre d’une photographie terne et d’une absence totale de maîtrise du langage cinématographique » malgré une distribution composée pourtant d'« acteurs de théâtre chevronnés [qui] manque[nt] cruellement de naturel ». Moins sévère, Radio-Canada considère que si « Napoléon en apparte est loin d'être un film parfait, il a le mérite d'être sincère et attachant » avec notamment « quelques belles trouvailles » comme les dialogues dans les phylactères, les « moments complètement déjantés et hilarants entre Napoléon et l'étrange Alexandre » et la « très belle trame sonore signée Whisky Legs ».